# Eisschnelllauf-Einzelstreckenasienmeisterschaften
Die Eisschnelllauf-Einzelstreckenasienmeisterschaften (englisch Asian Single Distance Championships; 2013 und 2014 auch Asian Single Distance Competition genannt) sind eine kontinentale Wettkampfveranstaltung, die seit 1994 jährlich von der Internationalen Eislaufunion (ISU) organisiert wird. Die Austragung stößt allerdings auf vergleichsweise geringes Interesse bei den teilnahmeberechtigten Nationen, von denen einige lediglich ihre „zweite Garde“ schicken und die besten Athleten in Hinblick auf den Weltcup sowie die Einzelstrecken-, Sprint- und Mehrkampfweltmeisterschaften zu schonen.
Die Austragung 2016 sollte im Eispalast Alau der kasachischen Hauptstadt Astana stattfinden. Sie war zunächst für den Januar terminiert, wurde später in den März verschoben und fiel schließlich aus.

## Austragungen
| Jahr | Ort              |
| ---- | ---------------- |
| 1994 | Sapporo          |
| 1995 | Ulaanbaatar      |
| 1996 | keine Austragung |
| 1997 | Obihiro          |
| 1998 | Obihiro          |
| 1999 | Nagano           |
| 2000 | Ulaanbaatar      |
| 2001 | Harbin           |
| 2002 | keine Austragung |
| 2003 | Harbin           |
| 2004 | Chuncheon        |
| 2005 | Shibukawa        |
| 2006 | Harbin           |
| 2007 | Changchun        |
| 2008 | Shenyang         |
| 2009 | Tomakomai        |
| 2010 | Obihiro          |
| 2011 | Harbin           |
| 2012 | Astana           |
| 2013 | Changchun        |
| 2014 | Tomakomai        |
| 2015 | Changchun        |
| 2016 | keine Austragung |